# Robert Pražák
Robert Pražák (3. prosince 1892, Plzeň – 16. května 1966, tamtéž), byl český a československý gymnasta, olympionik, který získal tři medaile z Olympijských her. V Paříži 1924 získal tři stříbrné medaile, ve víceboji, na kruzích a na bradlech. Zúčastnil se i olympijských her v Antverpách roku 1920, s československým družstvem zde obsadil 4. místo. V roce 1913 v Paříži podílel na titulu mistra světa v soutěži družstev. Jeho parádní disciplínou byly kruhy, v nichž jako jeden z mála ve své době předváděl rozpor.